# Nyctemera tritoides
Nyctemera tritoides là một loài bướm đêm thuộc phân họ Arctiinae, họ Erebidae.